# Nicolas Jacques
Pour les articles homonymes, voir Nicolas Jacques.
Nicolas Jacques, né le 28 mars 1780 à Jarville-la-Malgrange et mort le 21 mars 1844 à Paris, est un peintre français.

## Biographie
Nicolas Jacques est le fils de François Jacques, marchand, et de Marguerite Drellÿ.
Peintre en miniature, il est élève de Jacques-Louis David et de Jean-Baptiste Isabey. Il expose au Salon de 1804 à 1840 où il est récompensé de deux médailles de deuxième classe en 1810 et en 1817.
Il épouse Marie Anne Gérard.
Il meurt à son domicile de la rue des Petits-Augustins à l'âge de 63 ans. Il est inhumé le 23 mars 1844 au cimetière de Montmartre.